# Resello

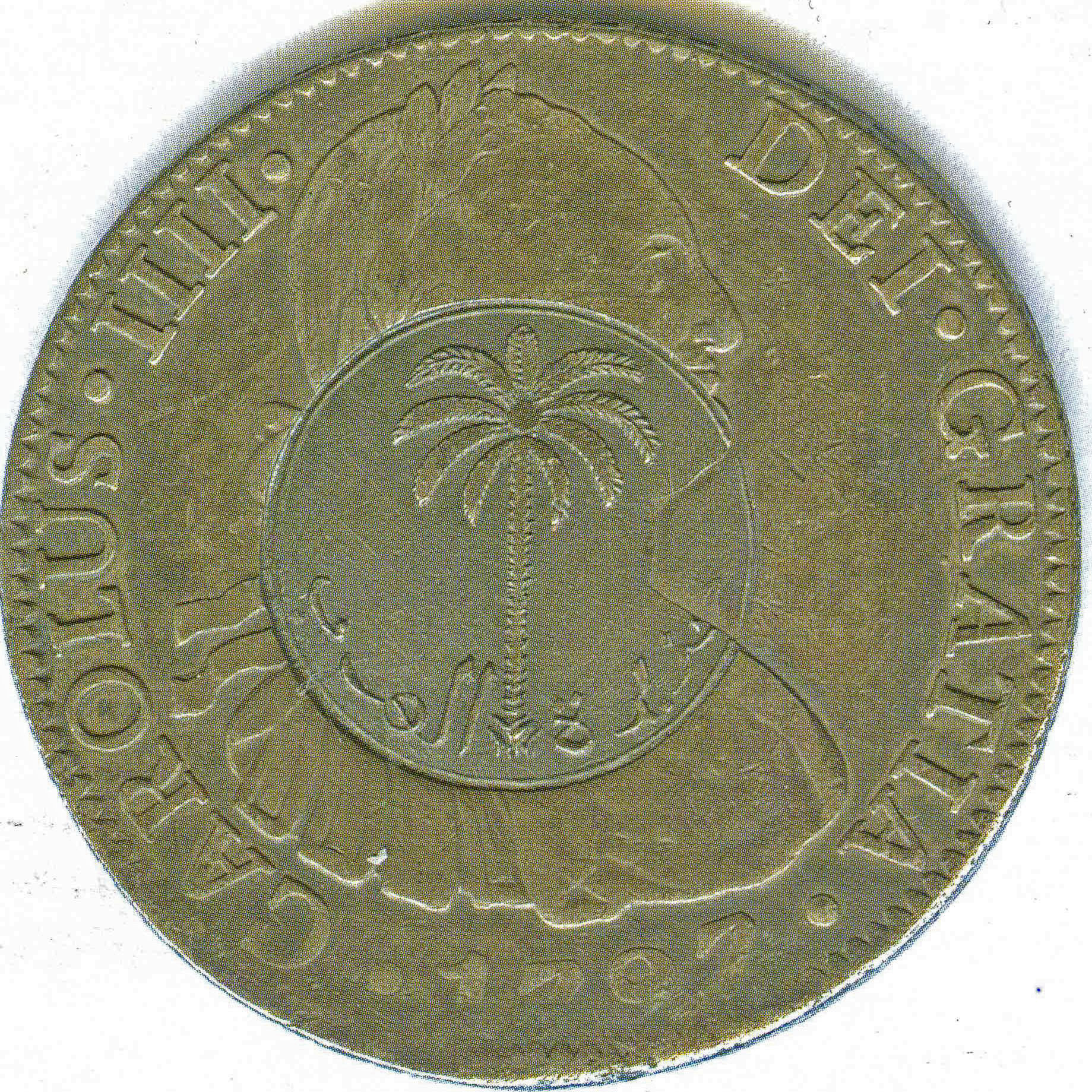
Anverso de moneda de 8 reales de plata de Carlos IV de España de 1797 con resello de Arabia Saudí.

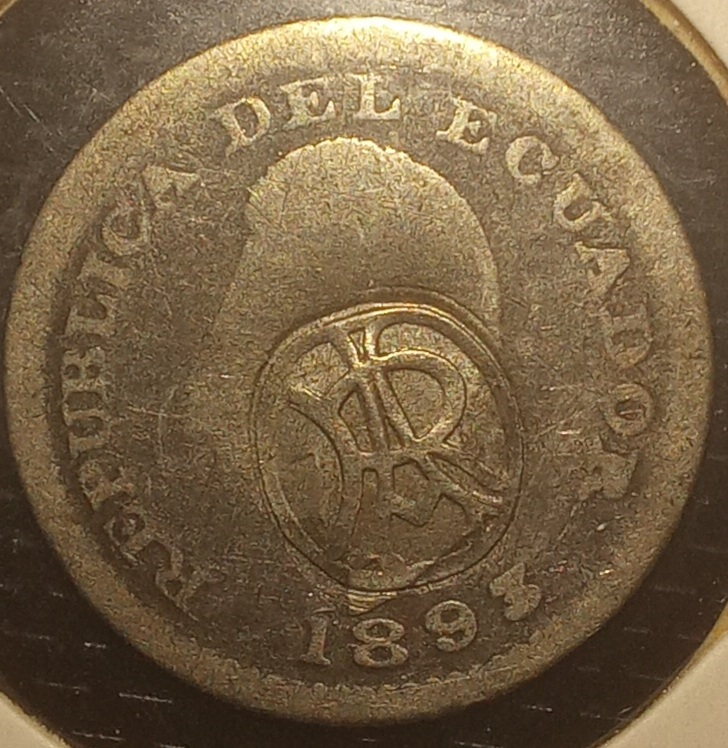
Moneda ecuatoriana con resello RA

Se llama resello a la acción de volver a sellar una moneda cambiando su valor. 
Felipe III el año de 1603 mandando sellar la moneda de cobre, fijando el valor de 4 maravedíes a la pieza que hasta allí había valido 2 y de 8 a la de 4 y prohibiendo el curso de la que careciese de marca. Esta se estampó en 2.448.000 ducados y Gil Gonzalez Dávila, en la obra de las grandezas de Madrid, en el cap. 9, asegura que con esta providencia se encareció el precio de todo con daño público  y se llenó el reino de moneda contrahecha fuera de él. 
A pesar de tan fatal resultado, Felipe IV mandó el año 1636 que toda la moneda de vellón que se había resellado el año 1613, se volviera a resellar para que desde allí el ochavo valiese 6 maravedíes y el cuartillo, 12. Habiéndose ejecutado y devuelto a las partes su dinero con las costas de la conducción, quedaron al rey 4.700,000 ducados. 
Francisco Quevedo, en el memorial a Felipe IV, de resultas de la caída del conde duque, hablando de la operación del resello, dice: 

subió y bajó la moneda, haciendo 12 maravedíes de uno con daño de los reinos.

Este se acrecentó con la pragmática publicada por Carlos II, reduciendo a la cuarta parte el valor de la moneda de molino, para cortar la introducción de la falsa y hacer bajar el precio de los géneros. Dice Antonio Solís

Este ministerio de la baja engendró la pragmática: ésta la carestía de todas cosas y de la carestía nació el hambre, que carece de ley.